# Anna Finocchiaro
Anna Finocchiaro Fidelbo (Módica, 31 de marzo de 1955) es una política italiana. Fue la líder del Partido Demócrata en el Senado de 2007 a 2013. Anteriormente, ejerció como Ministra de Igualdad de Oportunidades en el gabinete de Romano Prodi entre 1996 a 1998.

## Biografía
Nacida en Módica, Finocchiaro se licenció en Derecho en 1978 y trabajó en la sucursal del Banco de Italia en Savona, antes de asumir como magistrada en Leonforte en 1982. Ejerció dicho cargo hasta 1985, cuando fue nombrada fiscal adjunta del Tribunal de Catania. Fue elegida por primera vez para la Cámara de Diputados como miembro del Partido Comunista Italiano en las elecciones de 1987; y luego para el consejo de Catania en 1988. Posteriormente, fue miembro del Partido Democrático de la Izquierda y de los Demócratas de Izquierda, y fue miembro fundador del Partido Demócrata (PD) en 2007.
Finocchiaro fue Ministra de Igualdad de Oportunidades en el primer gabinete de Romano Prodi, de 1996 a 1998. Se presentó como candidata al Senado por primera vez en las elecciones generales de 2006; tras su elección, fue nombrada presidenta del grupo de coalición El Olivo. Luego, fue nombrada líder del PD en el Senado tras la creación del partido en 2007, y fue reconfirmado como líder después de las elecciones de 2008. En 2008 también se presentó a la presidencia de Sicilia, sin éxito.
Tras ser investigada por los tribunales italianos por abuso de poder y fraude agravado, su marido fue absuelto por completo de todos los cargos en 2018.  